# Amalia Signorelli
Amalia Signorelli (Roma, 6 agosto 1934 – Roma, 25 ottobre 2017) è stata un'antropologa e opinionista italiana.
Si occupò dei processi di modernizzazione e del cambiamento culturale, con un'attenzione specifica all'Italia meridionale, di migrazioni, di clientelismo, della condizione delle donne, delle trasformazioni delle culture urbane. Allieva di Ernesto de Martino, prese parte alla ricerca etnografica in Salento del 1959 sul tarantismo pugliese. Aderì alle teorie di de Martino, applicandone i concetti a campi nuovi dell'Antropologia, come le migrazioni e l'antropologia urbana.
Fu docente universitaria stimata dagli studenti, dagli allievi e da quanti ebbero modo di apprezzare le sue lezioni innovative, sempre critiche rispetto agli assetti dell'esistente e attente alle forme delle disuguaglianze. I suoi lavori segnano una svolta innovativa nell'antropologia italiana, ed hanno contribuito alla più generale ricomposizione tra l'antropologia dei mondi lontani e quella della realtà di casa propria.
Fu opinionista nei programmi televisivi Ballarò, Dimartedì, Fuori onda, Tagadà, L'aria che tira, Otto e mezzo e Servizio pubblico.

## Biografia
Nata a Roma, si laureò nel 1957 discutendo una tesi diretta da Ernesto de Martino, incontrato durante l'anno accademico 1954-1955 mentre teneva un corso di Etnologia nella Facoltà di Lettere della Sapienza - Università di Roma.
Lavorò quindi a programmi di ricerca sotto la direzione di De Martino, Tullio Seppilli e Angela Zucconi.
Dal 1959 al 1966 fu insegnante di scuola media in Calabria. Successivamente fece parte dell'Ufficio studi dell'Istituto per lo sviluppo dell'edilizia sociale.
Dal 1958 al 1970 insegnò presso la scuola CEPAS della Sapienza - Università di Roma. All'Università di Roma tenne anche la cattedra di Elementi di sociologia e antropologia urbana presso la Facoltà di Ingegneria. Dal 1971 al 1977 fu professoressa incaricata di Antropologia culturale nell'Università degli Studi di Urbino. Dal 1978 fu professoressa ordinaria nell'Università degli Studi di Napoli Federico II e all'Università di Roma. All'Università Federico II di Napoli diresse il Centro di ricerca audiovisiva sulle culture popolari.
Fu visiting professor alla E.H.E.S.S. di Parigi e nel Departamento de Antropología de la Universidad Autónoma Metropolitana di Città del Messico.
Fu consulente della CEE e dell'ILO per l'emigrazione.
Morì a Roma il 25 ottobre 2017. Dal 2014 scriveva sul sito della testata Il Fatto Quotidiano.

## Opere principali
- Amalia Signorelli, Maria Clara Tiriticco, Clara Rossi, Scelte senza potere. Il rientro degli emigranti nelle zone dell'esodo, Officina Edizioni, Roma, 1977
- Chi può e chi aspetta. Giovani e clientelismo in un'area interna del Mezzogiorno, Liguori Editore, Napoli, 1983, ISBN 978-88-207-1276-1
- Néstor Garcia Canclini, Culture ibride. Strategie per entrare e uscire dalla modernità, Guerini e associati, Milano, 1998, ISBN 978-88-7802-865-4 (prefazione di Amalia Signorelli)
- Antropologia urbana. Introduzione alla ricerca in Italia, Guerini e associati, Milano, 1999, ISBN 978-88-7802-678-0
- (a cura di) Anna Oppo, Simonetta Piccone Stella, Amalia Signorelli, Maternità, identità, scelte. Percorsi dell'emancipazione femminile nel Mezzogiorno, Liguori Editore, Napoli, 2000, ISBN 978-88-207-3022-2
- Cultura popolare a Napoli e in Campania nel Novecento, Guida Editori, Napoli, 2002, ISBN 978-88-7188-643-5
- Migrazioni e incontri etnografici, Sellerio Editore, Palermo, 2006, ISBN 978-88-389-2125-4
- Caniglia Rispoli Costanza, Signorelli Amalia, La ricerca interdisciplinare tra antropologia urbana e urbanistica, Guida Editori, Napoli, 2009, ISBN 978-88-8107-261-3
- Antropologia culturale, McGraw-Hill Education, 2011
- (a cura di) Adelina Miranda, Amalia Signorelli, Pensare e ripensare le migrazioni, Sellerio Editore, Palermo, 2011, ISBN 978-88-389-2559-7
- Ernesto De Martino: teoria antropologica e metodologia della ricerca, L'Asino d'Oro, Roma, 2015, ISBN 978-88-6443-292-2
- La vita al tempo della crisi, Einaudi, Torino, 2016, ISBN 978-88-06-22838-5